# Harvey Milk
(Harvey Milk)
Harvey Bernard Milk (Woodmere, 22 maggio 1930 – San Francisco, 27 novembre 1978) è stato un politico statunitense, militante del movimento di liberazione omosessuale.
Primo componente delle istituzioni statunitensi apertamente gay, fu assassinato all'interno del Municipio insieme al sindaco di San Francisco George Moscone nel 1978 dall'ex consigliere comunale Dan White.
Nel 2009 il Presidente degli Stati Uniti Barack Obama ha conferito alla memoria di Milk la massima decorazione degli Stati Uniti, la Presidential Medal of Freedom, per il suo contributo al movimento per i diritti dei gay.
Consapevole del rischio che correva, dopo avere ricevuto numerose lettere e telefonate di minaccia, aveva registrato numerose audiocassette da ascoltare nell'evenienza che gli fosse successo qualcosa, episodio che appare nel film a lui dedicato Milk del 2008.

## Biografia

### Origini e formazione
Harvey Bernard Milk nacque a Woodmere, Long Island (New York) in una famiglia ebraica di origini lituane. Si laureò in matematica all'Albany State College nel 1951 e si arruolò nella marina statunitense; fu congedato con onore, sebbene in seguito egli avesse rivelato agli elettori di essere stato vittima di una delle molte "purghe" di omosessuali nelle forze armate.

### Il trasferimento a San Francisco
Come molte altre persone omosessuali di quel periodo, Milk si trasferì a San Francisco nel 1972, dove si stabilì con il suo compagno Scott Smith e aprì un negozio di fotografia nel quartiere gay di Castro, che divenne un luogo di ritrovo del gruppo che lo avrebbe poi sostenuto nelle elezioni.

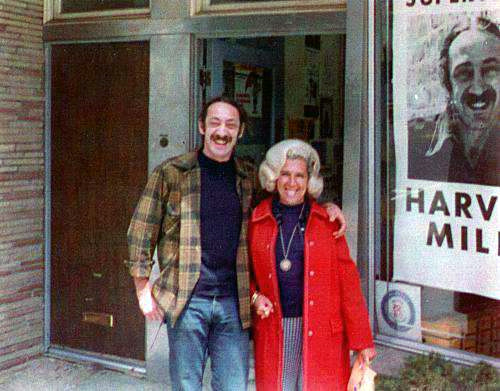
Harvey Milk davanti al suo negozio di fotografia a Castro nel 1973, durante la prima campagna elettorale

Emerse ben presto, insieme a Leonard Matlovich (che conobbe in quegli anni), come un leader della comunità gay. Fondò la "Castro Valley Association" dei commercianti locali, fungendo da rappresentante per gli interessi del quartiere nelle relazioni con il governo cittadino.

### La candidatura e l'elezione al consiglio comunale
A dispetto del clima ostile, a livello nazionale, nei confronti degli omosessuali, si candidò tre volte (senza successo) a cariche elettive. Emerse così come portavoce della vasta comunità gay di San Francisco, venendo per questo soprannominato "sindaco di Castro Street". Fu eletto supervisor (cioè consigliere comunale) nel 1977, risultando così il primo rappresentante eletto di una delle maggiori città degli Stati Uniti ad essere apertamente gay.
In undici mesi da supervisor, si batté in difesa di una legge per i diritti dei gay per la città. Fu decisivo nel rigetto della Proposition 6, supportata dal senatore dello stato John Briggs, che avrebbe permesso il licenziamento degli insegnanti dichiaratamente gay in base alla loro identità sessuale. Milk dibatté pubblicamente con Briggs sull'argomento, rivelando arguzia e personalità di fronte alla nazione. Nel novembre 1978 la Proposition 6 fu fermamente rigettata dai californiani.

### L'attentato e la morte
L'assassino di Milk: Dan White, aveva rassegnato le dimissioni pochi giorni prima, a seguito dell'entrata in vigore di una proposta di legge sui diritti dei gay, cui si era opposto.
White sperava di essere riconfermato dal sindaco George Moscone, che inizialmente aveva considerato l'idea. Le pressioni della componente più liberale della città spinsero il sindaco a non riconfermare White. White entrò in municipio attraverso una finestra aperta del seminterrato, per evitare di essere scoperto con la pistola e con i 10 caricatori che aveva in tasca. Dopo essersi fatto strada fino all'ufficio del Sindaco, incontrò Moscone e cercò di convincerlo a riconfermarlo. Non riuscendoci gli sparò ripetutamente.
Successivamente White ricaricò l'arma e si aprì la strada fino alla parte opposta dell'edificio, dove con la scusa di parlargli, invitò Milk nel suo studio e gli sparò tre colpi di pistola, uno alla mano destra e due al petto. Milk cadde a terra e White lo finì con due colpi a bruciapelo alla testa, come confermò il medico che eseguì l'autopsia. White negò la premeditazione. La sera dell'omicidio dal quartiere di Castro a San Francisco partì un corteo spontaneo di oltre 30.000 persone a lume di candela in memoria del consigliere Harvey Milk e del sindaco George Moscone.

## Il processo sull'omicidio

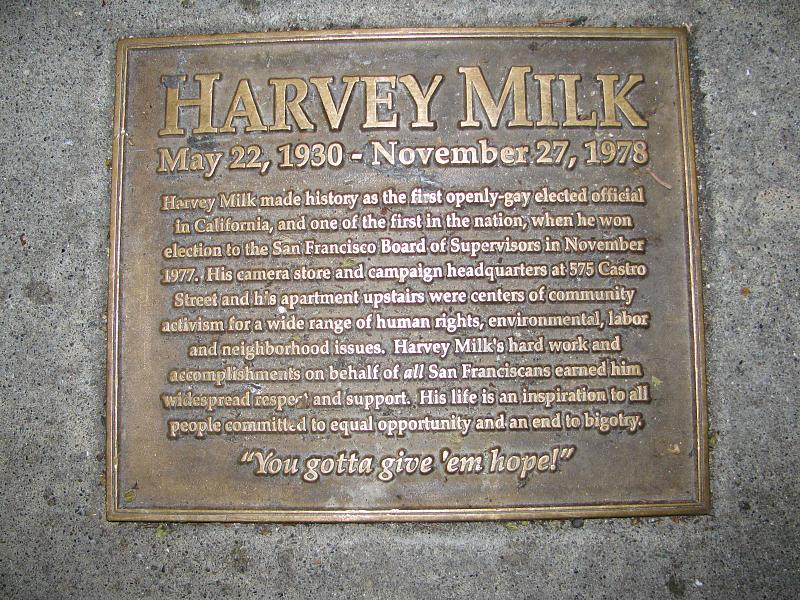
La targa commemorativa apposta sul marciapiede davanti al negozio di Harvey Milk a Castro.

White fu riconosciuto colpevole di omicidio volontario (imputazione meno grave dell'omicidio premeditato di cui era stato accusato), con l'attenuante della seminfermità mentale, e condannato a sette anni e otto mesi di prigione, una sentenza da più parti ritenuta troppo lieve e motivata dall'omofobia.
Gli avvocati difensori avevano infatti impedito a chiunque fosse favorevole ai diritti dei gay di far parte della giuria. Avevano inoltre chiamato uno psicologo per dimostrare la depressione di White. Lo psicologo a questo scopo argomentò che il consumo di "cibo spazzatura" (quello dei fast food) da parte dell'imputato era insolito per una persona molto attenta alla forma fisica, ed era quindi un sintomo della sua condizione di abbattimento. Ciò portò al diffondersi della voce, errata, secondo cui White sarebbe stato giudicato non completamente capace di intendere e di volere come conseguenza del consumo di "cibo spazzatura" in quanto tale. Al seguito del diffondersi di tale voce, la tattica di sostenere la diminuita responsabilità dell'imputato a causa dell'ingerimento delle sostanze più varie, dalle vitamine al caffè, ha preso, proprio da questo caso, il nome di Twinkie defense.
Dopo la sentenza, la comunità gay si scatenò, inferocita, nelle sommosse notturne contro White dette White Night Riots, in cui più di 160 persone finirono in ospedale.
Dopo la scarcerazione nel 1984, White scontò un anno di libertà vigilata, i primi mesi del quale furono trascorsi nascondendosi a Los Angeles. Ritornò poi a San Francisco, contro l'auspicio pubblico del sindaco Dianne Feinstein, e in questa città si suicidò nel 1985 nel garage della casa di sua moglie, asfissiandosi coi gas di scarico.

## Impatto culturale

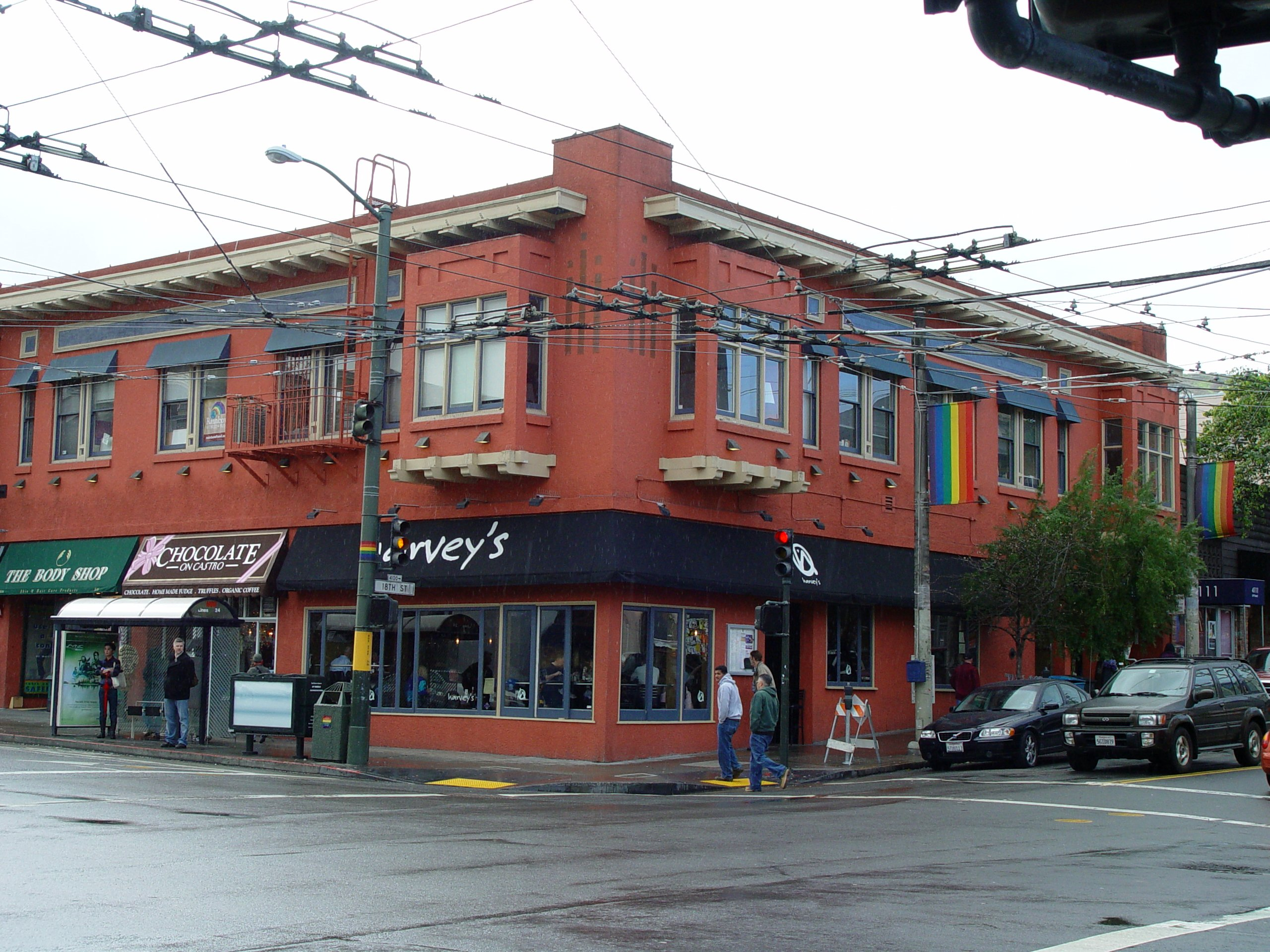
Locale sulla Castro Street che porta il suo nome

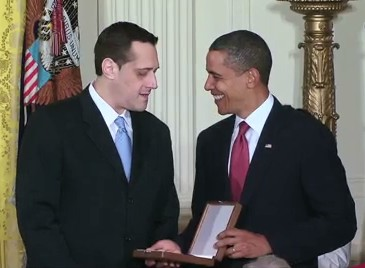
Il Presidente Barack Obama consegna a Stuart Milk, nipote di Harvey Milk, la Presidential Medal of Freedom

### Nella cultura di massa
Milk è oggi ritenuto un martire della comunità gay e del movimento di liberazione omosessuale.
- Molte istituzioni della collettività gay statunitense sono intitolate a Milk (tra queste l'Harvey Milk Institute e l'Harvey Milk Lesbian, Gay, Bisexual and Transgender Democratic Club di San Francisco)
- Portano il suo nome alcune scuole a favore dei gay, come la Harvey Milk School di New York.
- Un ristorante, presso l'Università di Warwick, è stato chiamato “Harvey's”.
- L'assemblea degli studenti dell'Università di Leeds ha chiamato un locale notturno “Harvey Milk Bar”.
- Il 25 febbraio 2011 il consiglio comunale della città di Pescara ha approvato con una larga maggioranza la proposta, presentata il 17 maggio 2010 (giornata internazionale contro l'omofobia e la transfobia), di intitolare una via cittadina ad Harvey Milk.

### Nella musica
Alcuni brani musicali sono incentrati su questo personaggio:
- Il testo dei Blue Gene Tyranny Harvey Milk (Portrait) del 1978 è un brano per nastro magnetico che rielabora la registrazione di un discorso tenuto da Milk nel 1978.
- Negli anni 80 il gruppo hardcore punk dei Dead Kennedys riscrisse in senso ironico e sarcastico il testo della canzone I Fought the Law, originariamente del Bobby Fuller Four group ma grande successo dei The Clash come cover, il ritornello originale "I fought the law and the law won" ("ho combattuto la legge e la legge ha vinto"). Esso divenne "I fought the law and I won!" cioè - ho combattuto la legge e ho vinto! - riferito a Dan White. In una strofa si trova "I blew George and Harvey's brains out with my six-gun" cioè -ho fatto saltare il cervello di George "Moscone" e Harvey "Milk" con la mia pistola-, in un'altra ancora "I'm the new folk hero of the Ku Klux Klan" -sono il nuovo eroe folk del KKK-.
- Nei primi anni 1990 si formò un gruppo indie rock dal nome Harvey Milk nella città di Athens, in Georgia.
- Nel 1995 venne rappresentata per la prima volta l'opera Harvey Milk del compositore Stewart Wallace e del librettista Michael Korie, che nel 1996 fu incisa su CD da Donald Runnicles con la San Francisco Opera Orchestra and Chorus.

### Nel cinema e nel teatro

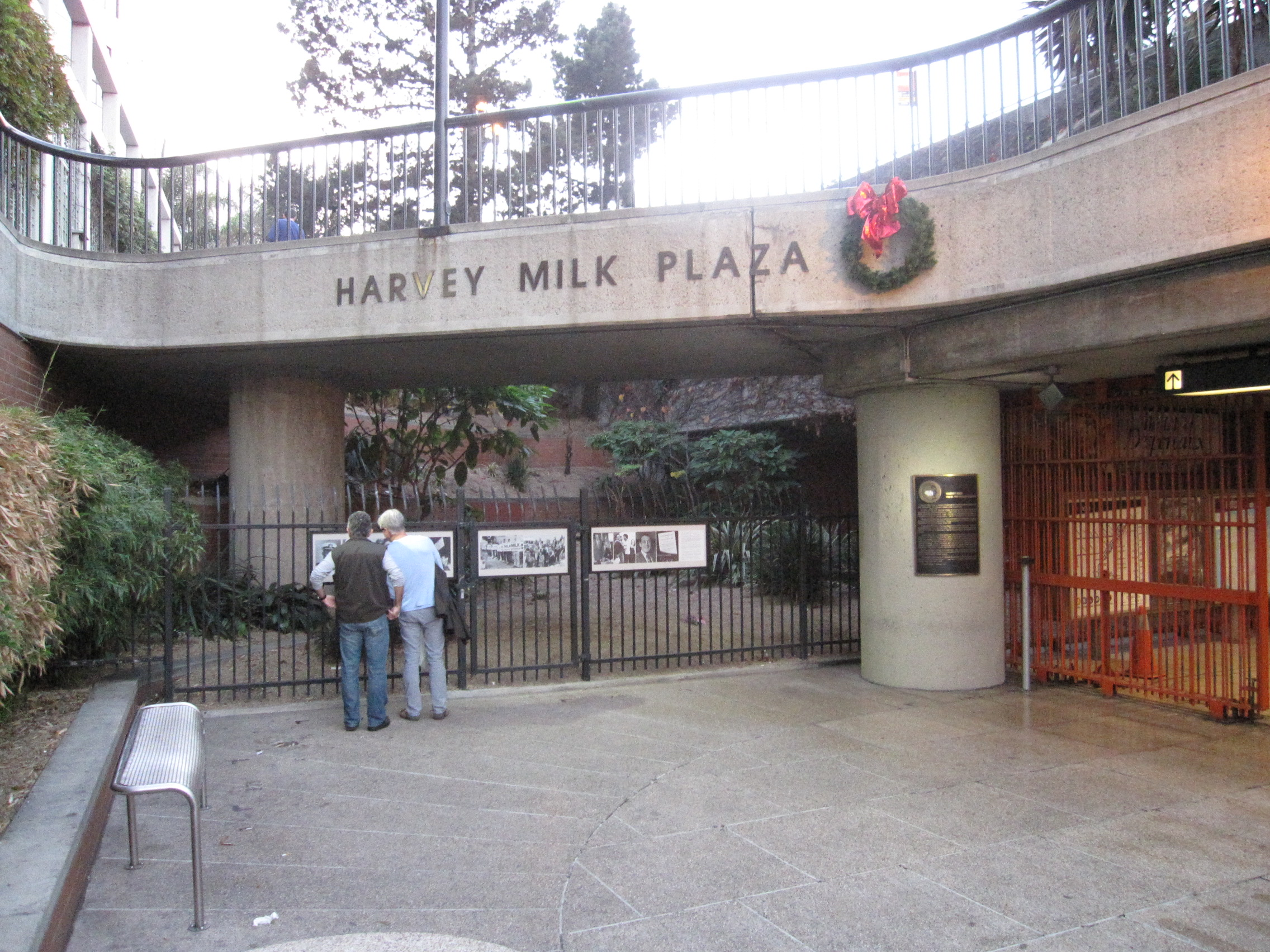
Harvey Milk Plaza a San Francisco

Anche il cinema si è occupato della vicenda di Harvey Milk:
- La vita di questo politico è stata immortalata tramite filmati, interviste e ricordi nel documentario The Times of Harvey Milk (1984),  scritto e diretto da Rob Epstein, che ha vinto l'Academy Award al miglior documentario.
- Il film del 1999 Execution of justice, basato su un'opera teatrale dallo stesso titolo scritta da Emily Mann, ripercorre le fasi dell'assassinio.
- Nel 2000 il film televisivo American Justice: It's Not My Fault - Strange Defenses esamina l'assassinio usando filmati d'archivio su Milk e White.
- Nel 2008 è uscito nelle sale un biopic sulla vita di Harvey Milk, intitolato semplicemente Milk, diretto da Gus Van Sant e interpretato da Sean Penn, il quale ha vinto l'Oscar come miglior attore protagonista.
- Il regista Bryan Singer ha avuto in progetto la realizzazione di un film, poi sospeso a causa dello sciopero degli sceneggiatori a Hollywood, intitolato The Mayor of Castro Street, biografia sulla vita di Milk[5].